# Gu Yasha
Gu Yasha (xinès simplificat: 古雅莎, pinyin: Gǔ Yǎshā; Zhengzhou, Henan, 28 de novembre de 1990) és un jugadora de futbol xinesa que va competir per la selecció nacional als Jocs Olímpics d'estiu de 2008. La seua posició és migcampista.
Va començar a jugar a futbol l'any 2001, representant a Henan a la Copa Beibei. A principis de 2002, es va incorporar a l'escola de futbol del districte de Beijing Chaoyang. A finals de 2004, es va unir al Beijing Zhaotai Club, arribant a l'equip nacional juvenil el 2007.
Quan l'entrenadora Shang Ruihua va tornar a la selecció xinesa el març de 2008, Gu Yasha, que aleshores tenia 18 anys, va entrar a la selecció absoluta, esdevenint prompte una titular habitual.